# Coomassie Brilliant Blue
 Coomassie Brilliant Blue là tên của hai loại thuốc nhuộm triphenylmethane tương tự được phát triển để sử dụng trong ngành dệt nhưng hiện nay thường được sử dụng để nhuộm protein trong sinh hóa phân tích. Coomassie Brilliant Blue G-250 khác với Coomassie Brilliant Blue R-250 bằng cách bổ sung hai nhóm methyl. Tên "Coomassie" là nhãn hiệu đã đăng ký của Imperial Chemical Industries.

## Tên và khám phá
Cái tên Coomassie được sử dụng vào cuối thế kỷ 19 như là một tên thương mại của nhà sản xuất thuốc nhuộm dựa trên Blackley Levinstein Ltd, để tiếp thị một loạt thuốc nhuộm len axit. Năm 1896 trong Chiến tranh Anglo-Ashanti lần thứ tư, các lực lượng Anh đã chiếm thị trấn Coomassie (Kumasi ngày nay ở Ghana). Năm 1918, Levinstein Ltd trở thành một phần của Thuốc nhuộm Anh, năm 1926 trở thành một phần của Imperial Chemical Industries. Mặc dù ICI vẫn sở hữu nhãn hiệu Coomassie, công ty không còn sản xuất thuốc nhuộm.
Thuốc nhuộm triphenylmethane bị khử màu xanh lam được sản xuất lần đầu tiên vào năm 1913 bởi Max Weiler, người có trụ sở tại Elberfeld, Đức. Các bằng sáng chế khác nhau sau đó đã được đưa ra trên tổng hợp hữu cơ.
Các bài báo được công bố trên các tạp chí hóa sinh thường gọi các thuốc nhuộm này đơn giản là "Coomassie" mà không chỉ định loại thuốc nhuộm nào thực sự được sử dụng. Trong thực tế, Chỉ số màu liệt kê hơn 40 loại thuốc nhuộm có "Coomassie" trong tên của chúng. Ngoài ra còn có thuốc nhuộm Coomassie "màu xanh" khác. Ví dụ: Chỉ số Merck (phiên bản thứ 10) liệt kê Coomassie Blue RL (Acid Blue 92, CI 13390) có cấu trúc hoàn toàn khác.

## Nhuộm màu
Hậu tố "R" trong tên của Coomassie Brilliant Blue R-250 là tên viết tắt của Red vì màu xanh của thuốc nhuộm có tông màu hơi đỏ. Đối với biến thể "G", màu xanh lam có tông màu xanh lục hơn. "250" ban đầu biểu thị độ tinh khiết của thuốc nhuộm.
Màu của hai thuốc nhuộm phụ thuộc vào độ axit của dung dịch. Dạng "G" của thuốc nhuộm đã được nghiên cứu chi tiết. Ở độ pH nhỏ hơn 0, thuốc nhuộm có màu đỏ với độ hấp thụ cực đại ở bước sóng là 465 nm. Ở độ pH khoảng 1, thuốc nhuộm có màu xanh lá cây với độ hấp thụ tối đa là 620 nm trong khi trên pH 2 thuốc nhuộm có màu xanh sáng với tối đa là 595 nm. Ở pH   7 thuốc nhuộm có hệ số tuyệt chủng là 43.000 M−1 cm−1.
Các màu khác nhau là kết quả của các trạng thái tích điện khác nhau của phân tử thuốc nhuộm. Ở dạng màu đỏ, cả ba nguyên tử nitơ đều mang điện tích dương. Hai nhóm axit sunfonic có p K a cực thấp và thường sẽ được tích điện âm, do đó ở độ pH khoảng 0, thuốc nhuộm sẽ là một cation có tổng điện tích +1. Màu xanh lá cây tương ứng với một dạng thuốc nhuộm không có điện tích tổng thể. Trong môi trường trung tính (pH 7), chỉ có các nguyên tử nitơ của diphenylamine nưa mang một điện tích dương và các phân tử thuốc nhuộm màu xanh là một anion với một khoản phí tổng thể của -1. pKa cho sự mất mát của hai proton lần lượt là 1,15 và 1,82. Các proton cuối cùng bị mất trong điều kiện kiềm và thuốc nhuộm có màu hồng (pKa 12.4).

## Ứng dụng trong khoa học pháp y
Thông qua một nghiên cứu được thực hiện tại Đại học Albany, người ta đã chứng minh rằng khả năng thuốc nhuộm Coomassie nhắm mục tiêu các amino acid với các nhóm thơm (phenylalanine, tyrosine, tryptophan) và chuỗi bên cơ bản (lysine, arginine và histidine), cho phép thử nghiệm của Warren được sử dụng để phân tích dấu vân tay. Xét nghiệm của Warren đã được sử dụng thành công để xác định giới tính sinh học của dấu vân tay. Các mẫu nữ được chứng minh là có độ hấp thụ cao hơn so với các mẫu nam khi được thử nghiệm ở các bước sóng tương tự. Điều này cung cấp một phương pháp đơn giản hơn để phân tích dấu vân tay bằng cách giảm số lượng amino acid cần phân tích từ 23 xuống còn 6 và không có quá trình chuẩn bị xét nghiệm, so với xét nghiệm hóa học Ninhydrin đòi hỏi phải chuẩn bị xét nghiệm như gia nhiệt và ghép enzyme.